# 上田幹藏
上田幹藏（日语：／ Mikizo Ueda，1910年5月11日—2022年9月9日），日本超級人瑞、也是獲驗證的世上最長壽男性之一，享壽112歲121天。

## 生平
上田幹藏於明治四十三年（1910年）出生於京都市，是紡織品批發商的獨子。大約在兩、三歲的時候，父親死於流感，並搬到了大阪。上田幹藏曾任職於和歌山縣廳政府，在財政課工作，育有了四個孩子。
第二次世界大戰期間，上田幹藏被海軍徵招，在山中的陸軍練兵場目睹了原子彈投向廣島。
退休後，他熱衷於俳句和寫作，90多歲時，他自費以筆名「上田守彥」發表了一本俳句集。自2012年以來，他一直住在奈良縣奈良市的護理設施「アンジェロ」。自2017年，上田幹藏成為奈良縣最年長的人。
令和二年（2020年）8月22日，茨城縣的福西基以110歲150日死去。上田幹藏以110歲103日成為日本國內最年長者男性。是自2005年德田二次郎以110歲23日成為日本在世最年長者男性以來，最年輕者的在世最年長男性。上田幹藏與同時期的日本在世最年長女性田中加子相差7歲4個月。2020年，日本最年長在世男性自渡邊智哲、巴一作、白井庄次郎、福西基，到上田幹藏，換了5人。是自1963年開始紀錄以來變更最多的一年。
令和三年（2021年）2月，隨著東京都的野島光三郎逝世，上田幹藏成為日本最後一位生於1910年的在世男性。
令和三年（2021年）5月11日，上田幹藏迎來111歲生日。是自2020年2月渡邊智哲逝世以來，再有日本男性活到111歲，中間隔了1年3個月。
令和四年（2022年）5月11日，上田幹藏迎來112歲生日。是自2020年2月渡邊智哲逝世以來，再有日本男性活到112歲，中間隔了2年3個月。
令和四年（2022年）9月9日，上田幹藏以112歲121日死去。他目前是已知在京都府出生以來史上第二年長的男性，僅次於木村次郎右衛門。繼承者中村茂以111歲241日成為日本國內最年長者男性。

## 著作
- 《裏町の雪月花  自由律俳句》 （文藝社）
- 《生き甲斐の日々》 （文藝社）